# 桑松
桑松（法語：Samson，法語發音：[sɑ̃sɔ̃]）是法国杜省的一个市镇，属于贝桑松区。

## 地理
桑松（47°3'12"N, 5°52'45"E）面积1.95 平方千米，位于法国勃艮第-弗朗什-孔泰大區杜省，该省份为法国东部内陆省份，北起上索恩省，西接汝拉省，东部及东南部与瑞士接壤，东北部与贝尔福地区省接壤。
与桑松接壤的市镇（或旧市镇、城区）包括：布雷尔、帕鲁瓦、龙绍、勒瓦勒。

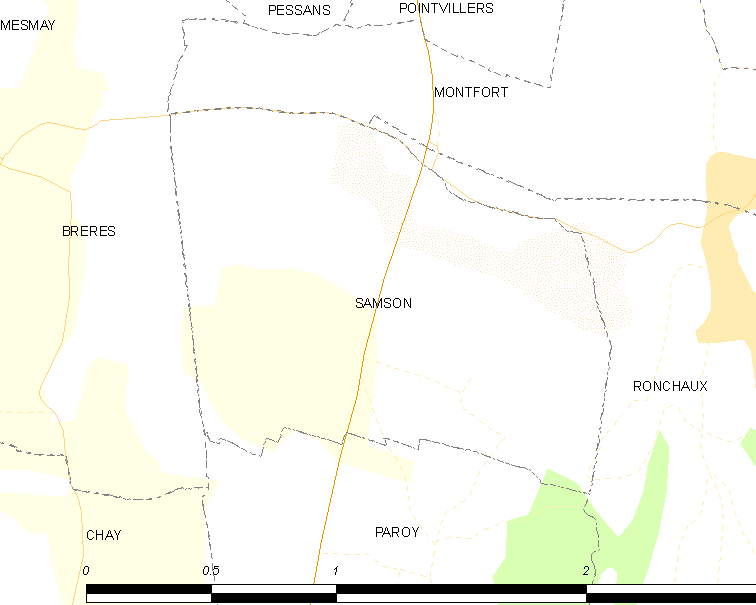
桑松的OSM定位图

桑松的时区为UTC+01:00、UTC+02:00（夏令时）。

## 行政
桑松的邮政编码为25440，INSEE市镇编码为25528。

## 政治
桑松所属的省级选区为圣维特县。

## 人口

1962-2008年间桑松人口变化图示

桑松于2022年1月1日时的人口数量为70人。